# Aspásio Paterno
Aspásio [Caio Júlio Aquílio] Paterno (em latim: Aspasius [Caius Iulius Aquilius] Paternus)[a] foi um oficial romano de meados do século III, ativo no reinado do imperador Valeriano (r. 253–260). Aparece pela primeira vez cerca de 246, quando tornar-se-ia cônsul sufecto, e então reaparece em 256/257, agora como procônsul da África.
Talvez possa ser identificado com o homônimo que serviu como cônsul anterior em 268 e/ou com o homônimo que serviu como prefeito urbano de Roma em 264-266. Caso a associação esteja correta, é possível também associá-lo a um Paterno descrito numa inscrição fragmentada como cônsul ordinário, homem dos epulões, curador da via Ápia, procônsul da Ásia ou África e prefeito urbano.

## Nota
[a] ^ "Aquílio" é a reconstrução sugerida de A...ius, forma como parte de seu nome foi preservada numa inscrição. É possível, entretanto, que o nome fosse Adúrio (Adurius) ou Acúrio (Acurius).